# Prejuvenescimento
Prejuvenescimento (do inglês Prejuvenation) é um vocábulo surgido na década de 2010, através da mistura das palavras "prevenção" e rejuvenescimento", para descrever o fenômeno de que jovens de 20 a 30 anos buscam, cada vez mais cedo, técnicas não invasivas para prevenção de sinais de envelhecimento - como rugas, por exemplo – que ainda estão longe de aparecer. Segundo o dermatologista Dr. Jardis Volpe, "a impressão que se tem é que a aparência é sempre mais importante para este grupo de pessoas, pois o julgamento perfeccionista chega bem antes que os efeitos da idade".

## Ver Também
- Rejuvenescimento